# Welsh International 1938
Die Welsh International 1938 fanden in Llandudno statt. Es war die zwölfte Auflage dieser internationalen Meisterschaften von Wales im Badminton.

## Finalresultate
| Disziplin    | Sieger                    | Finalist                       | Ergebnis         |
| ------------ | ------------------------- | ------------------------------ | ---------------- |
| Herreneinzel | Tage Madsen               | A. S. Samuel                   | 15–13, 15–9      |
| Dameneinzel  | Betty Uber                | Daphne Young                   | 5–11, 11–6, 11–6 |
| Herrendoppel | Thomas Boyle James Rankin | Raymond M. White Tom Wingfield | 15–5, 15–9       |
| Damendoppel  | Betty Uber Diana Doveton  | Queenie Allen Bessie Staples   | 15–6, 15–6       |
| Mixed        | Thomas Boyle Olive Wilson | Alan Titherley Betty Uber      | 15–5, 15–10      |